# ゴースト・タウン (カニエ・ウェストの曲)
「ゴースト・タウン」（Ghost Town）は、アメリカのラッパーであるカニエ・ウェストの楽曲。2018年に発表した8枚目のスタジオ・アルバム『イェー』に収録されている。楽曲にはパーティー・ネクスト・ドア、キッド・カディ、070シェイクがボーカルとして参加いる。プロデュースはウェストが手がけ、共同プロデューサーとしてマイク・ディーンが参加している。また、フランシス・アンド・ザ・ライツ、ベニー・ブランコ、ノア・ゴールドスタインが追加プロデュースを担当している。
サイケデリックな要素が取り入れられたHiphop曲であり、楽曲では、ロイヤル・ジェスターの「Take Me for a Little While」と、シャーリー・アン・リーの「Someday」がサンプリングされている。この曲は音楽批評家から普遍的な称賛を受け、ほとんどの批評家はアルバムのハイライトの一つとして挙げた。特に070 Shakeのアウトロ部分が高評価を受けた。多くの批評家は曲の豊かな構成を賞賛したが、ウェストのヴァースについては賛否が分かれる意見もあった。この曲は2018年の年末リストに、ConsequenceやNMEなどの出版物から選ばれた。
「ゴースト・タウン」は2018年にBillboard Hot 100で16位に達し、ニュージーランドのシングルチャートでは14位、イギリスのシングルチャートでは17位を記録しました。アメリカレコード協会（RIAA）および英国レコード産業協会（BPI）から、それぞれダブルプラチナおよびゴールド認定を受けています。カニエとキッド・カディはこの曲を何度も共に披露し、2018年には「サタデー・ナイト・ライブ」、2019年にはコーチェラでパフォーマンスを行った。この曲の続編は、2人によって「キッズ・シー・ザ・ゴースト」という名義で発表され、タイトルは「Freeee (Ghost Town, Pt. 2)」となっている。この続編はオリジナル曲の歌詞を一部引用している。

## リリースとレコーディング
「ゴースト・タウン」は2018年6月1日、ウエストの8枚目のスタジオ・アルバム『イェー』の6曲目に収録されている。ウエストは同年5月15日、彼とキッド・カディとのデュオであるキッズ・シー・ゴーストのデビュー・アルバム、の初期のトラックリストをツイートした。そのリストでは、「ゴースト・タウン」は『キッズ・シー・ゴースト』の4番目のトラックとして記載されていた。しかし、ウエストがレコーディングした曲をアルバム間でシャッフルしたことにより、『イェー』からリリースされることになった。楽曲の曲の続編である「Freeee (Ghost Town, Pt. 2)」2018年6月8日に『キッズ・シー・ゴースト』からリリースされた。

## チャート成績
『イェー』のリリース後、「ゴースト・タウン」はBillboard Hot 100で16位に初登場し、アルバム内で最も高順位を記録した非シングル曲となった。この曲はUS Streaming Songsチャートで8位にランクインし、2,970万回のストリーミングを記録した。US Hot R&B/Hip-Hop Songsチャートでは11位に初登場。さらに、US Hot R&B Songsチャートでは2位となり、アルバムから唯一このチャートにランクインした楽曲となった。翌週、『キッズ・シー・ザ・ゴースト』のリリース後、「ゴースト・タウン」はHot 100で44位下落し60位となり、続編である「Freeee (Ghost Town, Pt. 2)」は62位にランクインした。2018年の年間US Hot R&B Songsチャートでは42位にランクインした。2022年7月6日には、アメリカレコード協会（RIAA）によって200万ユニットの認定を受け、ダブルプラチナに認定された。
この曲はニュージーランドで最も好成績を収め、NZシングルチャートで14位を記録した。同様に、全英シングルチャートでは17位に初登場し、カニエは3度目のトップ40入りを果たした。このチャートは彼の41歳の誕生日に発表されたものである。2024年1月26日には、英国レコード産業協会（BPI）から20万ユニット達成によりゴールド認定を受けた。カナダではCanadian Hot 100で21位を記録。ARIAシングルチャートでは22位に初登場した。さらに、スロバキア、ギリシャ、アイルランド、ポルトガルでトップ30入りを果たした。エストニアではSinglid tipp-40に37位で初登場し、翌週には32位まで上昇した。チェコではシングルデジタルTop 100チャートで42位とやや低調な成績にとどまった。

## クレジット
レコーディング
- ワイオミング州ジャクソンホールのウェスト・レイク・ランチで録音[20][21]

クレジット
- カニエ・ウェスト –  プロデュース、ソングライター、ボーカル
- マイク・ディーン –  共同プロデュース、ソングライター、エンジニアリング、ミキシング
- ノア・ゴールドスタイン –  追加プロデュース、ソングライター、レコーディング・エンジニアリング
- フランシス・アンド・ザ・ライツ –  追加プロデュース
- ベニー・ブランコ –  追加プロデューサー
- 070シェイク –  ソングライター、ボーカル
- パーティー・ネクスト・ドア –  ソングライター、ボーカル
- キャロル・ベイヤー・セイガー –  ソングライター
- カーメン・リース –  ソングライター
- サイハイ・ザ・プリンス –  ソングライター
- Dexter Mills –  ソングライター
- Francis Starlite –  ソングライター
- Pardison Fontaine –  ソングライター
- Kenneth Pershon –  ソングライター
- Malik Yusef  –  ソングライター
- Shirley Ann Lee –  ソングライター
- Terrence Boykin –  ソングライター
- Trade Martin –  ソングライター
- Mike Malchicoff –  エンジニアリング
- Zack Djurich –  エンジニアリング
- Mauricio Iragorri –  recording engineering
- Jess Jackson –  ミキシング
- キッド・カディ –  ヴォーカル

クレジットはTIDALより引用。

## 認定
| 国/地域                          | 認定        | 認定/売上数 |
| -------------------------------- | ----------- | ----------- |
| ブラジル (ABPD)                  | Gold        | 20,000      |
| デンマーク (IFPI Danmark)        | Gold        | 45,000      |
| イギリス (BPI)                   | Gold        | 400,000     |
| アメリカ合衆国 (RIAA)            | 2× Platinum | 2,000,000   |
| 認定のみに基づく売上数と再生回数 |             |             |